# Дејан Михајлов
Дејан Михајлов (Панчево, 26. фебруар 1972) српски је политичар. Бивши је члан Демократске странке Србије. Од 2004. године па до јула 2008. године био је генерални секретар Владе Србије.

## Афере
Дана 17. маја 2004. године, као шеф штаба Демократске странке Србије, Дејан је на конференцији за штампу новинарима рекао да зна ко је убио премијера Србије др Зорана Ђинђића. Оптужио је руководство Демократске странке.
На суђењу по тужби Владимира Поповића., које је због његовог одсуства одложено 27 пута, Дејан Михајлов је признао да је лагао, али да је то учинио у духу политичке кампање
Владе Дивац је оптужио Михајлова да је злоупотребио службени положај и утицао на Агенцију за приватизацију Републике Србије.
Јавни правобранилац Сеад Спаховић је оптужио Дејана Михајлова да је злоупотребио службени положај и вршио притисак на правобраниоца да у спору између Републике Србије и дневног листа „Вечерње новости“ заступа интересе дневног листа.
Напустио је Демократску странку Србије 17. октобра 2014. године, јер је др Војислав Коштуница напустио странку.